# Christopher Plummer
Christopher Plummer   (Toronto, 13 de desembre de 1929 - Weston, 5 de febrer de 2021), nascut Arthur Christopher Orme Plummer, Orde del Canadà, fou un actor de teatre, cinema i televisió canadenc. En una carrera que abraça cinc dècades, Plummer potser era més conegut pel paper de Georg Ludwig von Trapp a Somriures i llàgrimes. Els seus darrers papers de cinema inclouen la pel·lícula del 2009 Up  com a Charles Muntz, el film 9  com a 1 i  L'imaginari del Doctor Parnassus  com el Doctor Parnassus.

## Biografia
Christopher Plummer, besnet del Primer ministre del Canadà Sir John Abbot, va néixer el 13 de desembre de 1929 a Toronto, Ontario, Canadà, fill d'Isabella Mary (nascuda Abbott, neta del primer ministre John Abbott) i John Plummer, que era secretari del Degà de Ciències a la Universitat McGill a Montreal, Quebec. Va abandonar Toronto per traslladar-se amb la seva mare a Senneville, prop de Mont-real. Durant la seva infància va estudiar per ser pianista, però aviat neix en ell el desig de ser actor. A causa d'aquesta afició, en la seva joventut va conèixer al seu compatriota, el pianista de jazz Oscar Peterson, al que li va unir sempre gran amistat. Per desenvolupar la seva carrera teatral s'uneix a la Canadian Repertory Company, en la qual aconsegueix certa notorietat en part gràcies al domini del francès i l'anglès. L'actriu Eva Le Gallianne li ofereix la seva primera oportunitat de lluïment en The Constant Wife, segons la peça de William Somerset Maugham, el 1954. A l'any següent estrena The Dark is Light Enough, The Lark i Medea, les representacions del qual el porten fins a París. Dos anys després es casa amb Tammy Grimes amb la qual té una filla, Amanda Plummer.
Al seu retorn de la capital francesa, Sidney Lumet el contracta per a la pel·lícula Set de triomf (1958), després de la qual es divorcia i torna al teatre, en el qual interpreta papers com Enric II d'Anglaterra a Becket (1962), un ésser que s'enfronta al seu millor amic (Thomas Becket), amb el qual abans havia compartit taboles.
Després de casar-se el 1962 amb Patricia Lewis, el 1964 el seu rostre es va popularitzar gràcies a l'estrena de La caiguda de l'Imperi Romà on encarna a un Còmode, corruptor, que se sent traït, més pendent d'organitzar festes per al poble que de mantenir la pau, i que mostra recels a l'hora de concedir la ciutadania romana a uns bàrbars -als quals més tard assassina a traïció- mentre Síria es rebel·la contra l'Imperi romà. La seva composició d'un emperador romà de caràcter autoritari i xulesc li obre les portes per a altres papers. Entre aquests destaca el Capità Von Trapp de The Sound of Music, un vidu amb set fills la rigidesa dels quals s'enfonsa en entrar en la seva vida la institutriu Maria (Julie Andrews), amb la qual arriba a casar-se i fugir d'Àustria després d'acomiadar-se dels seus amics en un festival de música on entona la cançó Edelweiss. Malgrat el seu empipament davant la substitució de la seva veu en les seqüències musicals, el film fa disparar la seva cotització gràcies al seu èxit comercial. A partir de llavors els directors li encomanen personatges més o menys elegants, de vegades bondadosos, altres villans. Mentrestant el 1967 es divorcia de Patrica Lewis i el 1972 es casa amb Elaine Taylor.
Durant els setanta, Plummer combina les seves aparicions cinematogràfiques amb les teatrals. D'aquesta manera després de guanyar el premi Tony pel musical Cyrano (1974), es fica en la pell de Rudyard Kipling en L'home que volia ser rei 1975 i hereta de David Niven el paper de Sir Charles en La Pantera Rosa torna sota les ordres de Blake Edwards. En Assassinat per decret (1979) passa a engrossir la llista d'actors que han encarnat a Sherlock Holmes al cinema.
En els anys vuitanta centra la seva activitat professional en el teatre, en el qual arriba a interpretar a Iago en Otelo (1982) i Macbeth (1988). També realitza algunes pel·lícules com Somewhere in Time de 1980 al costat de Christopher Reeve i Jane Seymour. Realitza un magistral rol en la notable cinta històrica The Scarlet and the Black (1983) (basada en fets reals), on dona vida a l'ambiciós, cruel i sanguinari Coronel Cap de la SS a Roma Herbert Kappler i la seva feroç rivalitat amb un adversari molt particular: Hugh O'Flaherty "un magistral" Gregory Peck que era un Monsenyor del Vaticà protector de refugiats, aliats i jueus en la Itàlia ocupada pels Nazis el 1943.
A mitjans dels anys noranta "torna" al cinema amb breus papers: l'empresari de Llop (1994), el detectiu d'Eclipsi total (1995), el viròleg de 12 Monkeys (1996)...
El 1997 guanya el seu segon Tony per Barrymore, interpretació que al costat de la realitzada en la pel·lícula The Insider  obre una nova etapa professional. En efecte el seu paper de Mike Wallace, un reconegut periodista estatunidenc (recentment retirat) li val diversos premis de la crítica cinematogràfica, encara que no aconsegueix quedar candidat als Oscar. Hollywood comença a reclamar els seus serveis amb major regularitat: el reuneix de nou amb Julie Andrews en la versió per a televisió del film On Golden Pond -on interpreta a un home de la tercera edat que aprèn a gaudir de la companyia del seu net-, té també un paper en A beautiful mind (2001).
Plummer torna al cinema més petit i intimista amb Lucky Break, on interpreta al cap d'una presó, i Ararat, on defensa el paper d'un guàrdia de seguretat d'un aeroport.
Plummer ha interpretat la majoria dels grans papers del repertori clàssic. Va sortir en la producció Rei Lear, dirigida per Jonathan Miller i realitzada al Lincoln Center. L'actuació de Plummer com a Lear li va suposar la seva sisena nominació als premis Tony. Va tornar a Broadway el 2007 com a Henry Drummond en una reposició de Inherit the Wind, guanyant una nominació al premi Drama Desk així com seva setena nominació als premis Tony
El 2004 combina les representacions de Rei Lear amb els seus papers cinematogràfics en Nicholas Nickleby i Alexander. A aquests títols li segueixen ...I que li agradin els gossos (2005), Inside Man -on defensa el paper de banquer que es va enriquir gràcies als nazis i que oculta el seu passat-, Syriana -on encarna a un empresari amb interessos en el petroli-, i El nou món on presta el seu cos a un capità que defensa la disciplina dels oficials de bord durant la colonització de Virgínia.
Entre els seus últims i notables treballs, cal citar The Imaginarium of Doctor Parnassus de Terry Gilliam, i Beginners, on encarna a un ancià vidu que revela al seu fill que és homosexual. Per aquest treball va guanyar un Globus d'Or i l'Oscar al millor actor secundari.
El seu últim treball va ser com a protagonista del film "Remember" realitzat el 2015.
Va morir el 5 de febrer de 2021, a la seva casa de Weston, Connecticut, amb 91 anys, després de patir una caiguda.

## Filmografia
| - Stage Struck (1958) - Wind Across the Everglades (1958) - Casa de nines (A Doll's House) (1959) (TV) - Playdate (1961) TV sèries - Cyrano de Bergerac (1962) (TV) - The Fall of the Roman Empire (1964) - Hamlet at Elsinore (1964) (TV) - Somriures i llàgrimes (The Sound of Music) (1965) - La rebel (Inside Daisy Clover) (1966) - Triple joc (Triple Cross o La Fantastique histoire vraie d'Eddie Chapman) (1966) - La nit dels generals (The Night of the Generals) (1967) - Oedipus the King (1967) - Nobody Runs Forever (també coneguda com The High Commissioner) (1968) - La batalla d'Anglaterra (Battle of Britain) (1969) - The Royal Hunt of the Sun (1969) - Lock Up Your Daughters! (1969) - Waterloo (1970) - Don Juan in Hell (1971) (TV) - The Pyx (1973) - After the Fall (1974) (TV) - The Happy Prince (1974) - L'escala de cargol (The Spiral Staircase) (1975) - The Return of the Pink Panther (1975) - Conduct Unbecoming (1975) - L'home que volia ser rei (The Man Who Would Be King) (1975) - Sarajevski atentat (1975) - Aces High (1976) - Arthur Hailey's the Moneychangers (1976) minisèries TV - Jesus of Nazareth (1977) - Uppdraget (1977) - The Disappearance (1977) - Silver Blaze (1977) (TV) - The Silent Partner (1978) - International Velvet (1978) - Star Crash: xoc de galàxies (Starcrash) (1979) - Assassinat per decret (Murder by Decree) (1979) - Riel (1979) (TV) - Hanover Street (1979) - Desperate Voyage (1980) (TV) - The Shadow Box (1980) (TV) - Somewhere in Time (1980) - When the Circus Came to Town (1981) (TV) - Dial M for Murder (1981) - Testimoni presencial (Eyewitness) (1981) - The Amateur (1981) - Little Gloria... Happy at Last (1982) (TV) - The Scarlet and the Black (1983) (TV) - The Thorn Birds (1983) minisèries TV - Prototype (1983) (TV) - Lily in Love (1984) - Dreamscape (1984) - La cúspide (Highpoint) (1984) - Terror in the Aisles (1984) - Ordeal by Innocence (1984) - Játszani kell (1985) - The World of David the Gnome (1985) sèrieTV - Rumpelstiltskin (1985) TV - The Boy in Blue (1986) - Crossings (1986) TV minisèries - The Boss' Wife (1986) - An American Tail (1986) (veu) - Spearfield's Daughter (1986) minisèries TV - Nosferatu a Venezia (1986) - Dragnet (1987) - A Hazard of Hearts (1987) (TV) - The Man Who Planted Trees (1987) - The Gnomes' Great Adventure (1987) - Light Years (1988) (veu) - Shadow Dancing (1988) - I Love N.Y. (1988) - Memòries del passat (Souvenir) (1989) - Nabokov on Kafka (1989) (TV) - Mindfield (1989) - Kingsgate (1989) - Where the Heart Is (1990) - A Ghost in Monte Carlo (1990) (TV) - Red Blooded American Girl (1990) - Money (1990) | - Madeline (1990) sèrie TV (veu) - Counterstrike (1990) sèrie TV - Firehead (1991) - Young Catherine (1991) (TV) - A Marriage: Georgia O'Keeffe and Alfred Stieglitz (1991) (TV) - Rock-a-Doodle (1991) (veu) - Star Trek VI: The Undiscovered Country (1991) - Berlin Lady (1991) minisèries TV - The First Circle (1991) (TV) - Secrets (1992) (TV) - Impolite (1992) - Malcolm X (1992) - Falses promeses (Liar's Edge) (1992) (TV) - Sidney Sheldon's A Stranger in the Mirror (1993) (TV) - The Little Crooked Christmas Tree (1993) (TV) (veu) - Llop (Wolf) (1994) - Crackerjack (1994) - Dolores Claiborne: l'ombra d'un crim (Dolores Claiborne) (1995) - Harrison Bergeron (1995) (TV) - 12 Monkeys (1995) - We the Jury (1996) (TV) - Skeletons (1996) - The Conspiracy of Fear (1996) (TV) - The Arrow (1997) (TV) - Babes in Toyland (1997) (veu) - Winchell (1998) (TV) - Hidden Agenda (1998) - The First Christmas: The Story of the First Christmas Snow (1998) - The Clown at Midnight (1998) - Celebrate the Century (1999) TV minisèries - Madeline: Lost in Paris (1999) (veu) - El dilema (1999) - Nuremberg (2000) TV minisèries - The Dinosaur Hunter (2000) - Possessed (2000) (TV) - American Tragedy (2000) (TV) - Dracula 2000 (2000) - Star Trek: Klingon Academy (2000) - Leo's Journey (2001) (TV) - On Golden Pond (2001) (TV) - Lucky Break (2001) - Blackheart (2001) - A Beautiful Mind (2001) - Full Disclosure (2001) (V) - Night Flight (2002) (TV) - Ararat (2002) - Agent of Influence (2002) (TV) - Nicholas Nickleby (2002) - Tma (2002) - Blizzard (2003) - The Gospel of John (2003) (veu) - Cold Creek Manor (2003) - National Treasure (2004) - Alexandre (2004) - Our Fathers (2005) (TV) - I que li agradin els gossos (Must Love Dogs) (2005) - Syriana (2005) - El nou món (2005) - Inside Man (2006) - La casa del llac (2006) - Man in the Chair (2007) - Tancant el cercle (Closing the Ring) (2007) - Emotional Arithmetic (2007) - Already Dead (2007) - The Summit (2008) minisèrie TV - Caesar and Cleaopatra (2009) - Up (2009) (veu) - My Dog Tulip (2009) (veu) - 9 (2009) (veu) - L'imaginari del Doctor Parnassus (The Imaginarium of Doctor Parnassus) (2009) - L'última estació (2009) - Beginners (2010) - Priest (2011) - Barrymore (2011) - Millennium: Els homes que no estimaven les dones (2011) - The Exception (2016) - All the Money in the World (2017) - The Star (2017) - Knives Out (2019) |

## Premis i nominacions

### Premis
- 1974. Premi Tony al Millor Actor Protagonista de Musical per Cyrano
- 1977. Emmy al millor actor en sèrie per Arthur Hailey's the Moneychangers
- 1994. Emmy al millor doblatge per Madeline
- 2012. Oscar al millor actor secundari per Beginners
- 2012. Globus d'Or al millor actor secundari per Beginners
- 2012. BAFTA al millor actor secundari per Beginners

### Nominacions
- 1959. Emmy al millor actor en sèrie per Hallmark Hall of Fame a l'episodi "Little Moon of Alban"
- 1966. Emmy al millor actor dramàtic per Hamlet at Elsinore
- 1983. Emmy al millor actor en sèrie per The Thorn Birds
- 2005. Emmy al millor actor en minisèrie o pel·lícula per Our Fathers
- 2001. Globus d'Or al millor actor secundari en sèrie, minisèrie o telefilm per American Tragedy
- 2010. Oscar al millor actor secundari per L'última estació
- 2010. Globus d'Or al millor actor secundari per L'última estació
- 2011. Emmy al millor doblatge per Moguls & Movie Stars: A History of Hollywood